# Acomys johannis
Acomys johannis és una espècie de mamífer rosegador de la família dels múrids. Viu a altituds d'entre 200 i 1.000 msnm a Burkina Faso, el Txad, la part meridional del Níger, Nigèria, la part septentrional de Benín i el Camerun, Togo, Ghana, i probablement el Sudan del Sud, tot i que els límits de la seva distribució no s'han aclarit totalment. És una espècie en risc mínim, és a dir, no sembla que hi hagi cap amenaça significativa per a la seva supervivència.